# 석탄기
| 데본기 ← 석탄기 → 페름기 358.9 – 298.9 백만년 전 |                                   |            |              |             |
| 평균 O2 농도 | 약 32.5 Vol % (현재의 163 %)      |            |              |             |
| 평균 대기 CO2 농도 | 약 800 ppm (산업 시대 이전의 3배) |            |              |             |
| 평균 표면 온도 | 약 14 °C (현재보다 0 °C 높음)     |            |              |             |
| \| 기 \| 아기 \| 세 \| 절 \| 백만년전 \| \| ------------------------ \| -------------- \| ---------- \| ------------ \| ----------- \| \| 페름기 \| 시스우랄세 \| 시스우랄세 \| 아셀절 \| 이후 \| \| 석탄기 \| 펜실베이니아기 \| 후기 \| 그젤절 \| 299.0–303.9 \| \| 석탄기 \| 펜실베이니아기 \| 후기 \| 카시모프절 \| 303.9–306.5 \| \| 석탄기 \| 펜실베이니아기 \| 중기 \| 모스크바절 \| 306.5–311.7 \| \| 석탄기 \| 펜실베이니아기 \| 전기 \| 바시키르절 \| 311.7–318.1 \| \| 석탄기 \| 미시시피기 \| 후기 \| 세르푸호프절 \| 318.1–328.3 \| \| 석탄기 \| 미시시피기 \| 중기 \| 비제절 \| 328.3–345.3 \| \| 석탄기 \| 미시시피기 \| 전기 \| 투르네절 \| 345.3–359.2 \| \| 데본기 \| 후기 \| 후기 \| 파멘세 \| 이전 \| \| IUGS의 석탄기 시대 구분. \| \| \| \| \| |                                   |            |              |             |
| 기 | 아기                              | 세         | 절           | 백만년전    |
| 페름기 | 시스우랄세                        | 시스우랄세 | 아셀절       | 이후        |
| 석탄기 | 펜실베이니아기                    | 후기       | 그젤절       | 299.0–303.9 |
| 석탄기 | 펜실베이니아기                    | 후기       | 카시모프절   | 303.9–306.5 |
| 석탄기 | 펜실베이니아기                    | 중기       | 모스크바절   | 306.5–311.7 |
| 석탄기 | 펜실베이니아기                    | 전기       | 바시키르절   | 311.7–318.1 |
| 석탄기 | 미시시피기                        | 후기       | 세르푸호프절 | 318.1–328.3 |
| 석탄기 | 미시시피기                        | 중기       | 비제절       | 328.3–345.3 |
| 석탄기 | 미시시피기                        | 전기       | 투르네절     | 345.3–359.2 |
| 데본기 | 후기                              | 후기       | 파멘세       | 이전        |
| IUGS의 석탄기 시대 구분. |                                   |            |              |             |

석탄기(石炭紀, Carboniferous period)는 고생대 6개 기 중  다섯 번째 기이며, 그 시작은 3억5920만 년부터, 2억9900만 년 이전으로 여기고 있다. 데본기 이후, 페름기 이전  시기이다. 다른 지질 시대 구분에서와 마찬가지로 암석에서 시작과 끝은 잘 정의했으나 그 정확한 시기에 관해 500만 년에서 1000만 년의 불확실성이 있다. 석탄기라는 명칭은 영국과 서유럽 이 시대 지층에서 방대한 양의 석탄층을 산출했기 때문에 붙인 이름이다. 북아메리카 지층에서는 이 시대 전기 1/3 동안은 미시시피기, 이후는 펜실베이니아기로 구분한다. 침엽수가 이 시기에 출현하고 번성했다. 이때 하루살이를 비롯한 고시하강과 원시 신시하강의 곤충이 생겼다. 이 시기까지 남반구 대륙들은 아직 합쳐져서 초대륙 곤드와나를 이루고 있었다. 북아메리카와 유럽이 합쳐져 있었던 로라시아 대륙이 곤드와나 대륙에 합체하고 있었는데, 충돌 부분은 지금 북아메리카의 동부였다. 한편 이 때에 동유라시아판은 유럽판과 합쳐지면서 우랄산맥을 형성했다. 중생대 초대륙 판게아의 대부분은 이때 합쳐졌으나 현재의 동아시아 부분은 아직 떨어져 있었다. 유럽과 동부 북아메리카의 탄산염암은 석회암, 사암, 셰일의 순서를 잘 반복하고 있다. 북아메리카에는 석탄기 초기는 대부분 해양에서 퇴적한 석회암이다. 이 때문에 북미 석탄기는 미시시피기와 펜실베이니아기 둘로 나뉜다. 석탄기 석탄층은 산업혁명 기간 동안 연료로 사용했으며, 아직도 경제적으로 중요하다.

## 시대 구분
| 고생대 | 페름기 | 시스랄리안기 | 아셀리안     | 2억 9900만년전 - 2억 9500만년전 |
| 고생대 | 석탄기 | 펜실베니아기 | 그젤리안     | 3억 300만년전 - 2억 9900만년전  |
| 고생대 | 석탄기 | 펜실베니아기 | 카시모피안   | 3억 600만년전 - 3억 300만년전   |
| 고생대 | 석탄기 | 펜실베니아기 | 모스코비안   | 3억 1100만년전 - 3억 600만년전  |
| 고생대 | 석탄기 | 펜실베니아기 | 바시키리안   | 3억 1800만년전 - 3억 1100만년전 |
| 고생대 | 석탄기 | 미시시피기   | 세르프코비안 | 3억 2800만년전 - 3억 1800만년전 |
| 고생대 | 석탄기 | 미시시피기   | 비제안       | 3억 4500만년전 - 3억 2800만년전 |
| 고생대 | 석탄기 | 미시시피기   | 투르네이시안 | 3억 5900만년전 - 3억 4500만년전 |
| 고생대 | 데본기 | 후기         | 파메니안     | 3억 7200만년전 - 3억 5900만년전 |

## 고지리
이 시기까지 남반구의 대륙들은 아직 합쳐져서 초대륙 곤드와나를 이루고 있었다. 북아메리카와 유럽이 합쳐져 있었던 로라시아 대륙이 곤드와나 대륙에 합체하고 있었는데, 충돌 부분은 지금 북아메리카의 동부였다. 한편 이 때에 동유라시아판은 유럽판과 합쳐지면서 우랄산맥을 형성했다. 중생대 초대륙 판게아의 대부분은 이때 합쳐졌으나 현재의 동아시아 부분은 아직 떨어져 있었다.

## 암석과 석탄
유럽과 동부 북아메리카의 탄산염암은 석회암, 사암, 셰일의 순서를 잘 반복하고 있다. 북아메리카에는 석탄기 초기는 대부분 해양에서 퇴적된 석회암이다. 이 때문에 북미의 석탄기는 미시시피기와 펜실베이니아기의 둘로 나뉜다. 석탄기의 석탄층은 산업혁명 기간 동안 연료로 사용되었으며, 아직도 경제적으로 중요하다. 한국에는 석탄기에서 트라이아스기까지 퇴적된 평안 누층군에 석탄이 포함되어 있다. 대표적으로 영월탄전의 요봉층이 석탄기 시대의 지층이다.